# Театр абсурду
Теа́тр абсу́рду, або драма абсурду — абсурдистський напрямок у західноєвропейській драматургії й театрі, який виник у середині XX століття. В абсурдистських п'єсах світ зображений як безглузді, позбавлені логіки накопичення фактів, вчинків, слів і доль. Найбільш повно принципи абсурдизму були втілені в драмах «Голомоза співачка» (The Bald Soprano, 1950) франко-румунського драматурга Ежена Йонеско і «Чекаючи Годо» (Waiting for Godot, 1953) ірландського письменника Семюеля Беккета, чи п'єса «Святкування у садочку», написана чеським драматургом Вацлавом Гавелем у 1963 році.

## Особливості жанру
Театр абсурду заперечує реалістичні персонажі, ситуації й всі інші відповідні театральні прийоми. Час і місце невизначені й мінливі, навіть найпростіші причинні зв'язки руйнуються. Безглузді інтриги, діалоги, що повторюються, безцільна балаканина, драматична непослідовність дій, все має одну мету — створення казкового, а можливо, й жахливого настрою.

## Історія
На початку 1950-х рр. у французькому театральному мистецтві заявив про себе новий напрям, що здобув широку популярність як «драма абсурду». Його засновниками стали Ежен Йонеско та Семюел Беккет.
Йонеску називав його «парадоксальним театром», а точніше — «театром парадоксів». Головною, для цього напряму є думка про те, що світ, життя, дійсність парадоксальні і абсурдні, тому що людину не можуть зрозуміти інші, людина не в змозі зрозуміти сама себе. Умовами, що сприяли виникненню театру абсурду, стали, з одного боку, світовідчуття людини після другої світової війни (світ абсурдний, адже люди вбивають собі подібних). З іншого боку для людини 50-х рр. ясно означились риси сучасної цивілізації (розвиток радіо, телебачення). Разом з тим, посилились можливості маніпулювати людиною, людина знеособлювалась, уніфікувалась. І як реакція на все це, виникає мистецтво абсурду, сповнене песимістичного ставлення до життя, розгубленості, відчуженості. Проте, літературне коріння цього мистецтва знаходиться ще у фольклорі, в жанрі нісенітниці, пісні-перевертня.
Термін «Театр абсурду» вперше використаний театральним критиком Мартіном Ешліном (Martin Esslin), що написав 1962-го року книгу з такою назвою. Ешлін побачив у цих творах художнє втілення філософії Альберта Камю про безглуздість життя у своїй основі, що й проілюстрував у своїй книзі «Міф про Сізіфа». Вважається, що «Театр абсурду» йде коріннями у філософію Дадаїзму, поезію з неіснуючих слів й абстракціоністське мистецтво 1910-20-их. Незважаючи на гостру критику, жанр отримав популярність після Другої Світової війни, що вказала на значну невизначеність людського життя. Введений термін також зазнавав критики, з'явилися спроби його заміни на «Анти-театр» й «Новий театр».
Мистецтво абсурду зародилось на російському ґрунті в 30-ті рр. в творчості Д. Хармс, К. Вапнов, О. Введенський та ін., які активно використовували нісенітницю. Нісенітниця створювалась за рахунок поєднання несумісних елементів, з позицій здорового глузду виходив абсурд. Філософським підґрунтям мистецтва абсурду став сюрреалізм. Їх поєднує «занурення в себе», заперечення логічних зв'язків. Але, якщо сюрреалісти прагнули створити вигаданий світ, «нової реальності», то абсурдисти вважали, що створений засобами їхнього мистецтва світ і є реальним, тому, що відтворює реальність. Глибокі зв'язки мистецтво абсурду має з екзистенціалізмом: світ людини — світ самотності, і ці світи не стикаються, не контактують між собою.
Отже, світ абсурдний, тому абсурдні і засоби художнього зображення, відтворення цього світу. Досягають цього драматурги мистецтва абсурду, розв'язуючи життєво цілісні елементи театральної вистави і порушуючи їх реальний взаємозв'язок. Дія їх творів відбувається невідомо де й коли. Неможливо навіть приблизно визначити, коли розігрується дія тієї чи іншої п'єси. Безликим є і місце дії. Дія незначної частини п'єс відбувається у невеликих приміщеннях, кімнатах, квартирах зовсім ізольованих від зовнішнього світу. Порушується і часова послідовність подій. В п'єсі «Голомоза співачка» Е. Йонеско годинник, за словами автора, відбиває 17, а можливо відбиває скільки завгодно. Два акти п'єси «Чекаючи на Годо» С. Беккета розділяє ніч, «а можливо — 50 років». Цього не знають і самі персонажі. Порушується логіка в діалогах. Граматично фрази побудовані правильно, але змістове поєднання призводить до алогізму. На цьому ж засобі будується нісенітниця, безглуздя, яка стає елементом поетики театру абсурду. Циклічно замкнуто побудовані епізоди і всередині п'єси: виказана одним із героїв думка повторюється в кінці діалогу іншим героєм, ніби замикаючи коло.
Життя в п'єсах театру абсурду йде і навіть виникає під знаком смерті. Герої роблять спроби покінчити життя самогубством, або ж вмирають. Прикладом чорного гумору може слугувати назва п'єси американського абсурдиста Артура Копіта «Тату, тату, бідний тату, ти не вилізеш із шафи, ти повішений мамою між сукнею і піжамою». Майже всі герої п'єс мистецтва абсурду мають риси фізичних вад; герої позбавлені індивідуальності. Прийом нівелювання героїв, особистості створюються шляхом надання всім персонажам п'єси одного й того ж імені (як в п'єсі Беккета «Неназиваний» чи в «Голомозій співачці» Йонеско, де в покійного Боббі Ватсона, вдова — Боббі Ватсон, діти — Боббі Уотсон і двоюрідний брат, за якого хоче вийти вдова, теж Бобі Вотсон). Йонеско вважав, що герої його ранніх п'єс просто «механізми», тому що живуть в «безликому світі», в «світі колективізму». Під «світом колективізму» письменник розумів все сучасне суспільство. Песимістичне ставлення до життя, спроби покінчити з ним, наявності фізичних вад у героїв пояснюються самотністю людини. На перший план виходить тема некомунікабельності людини, органічної нездатності людини зрозуміти одна одну і домовитись.
За Ешліном, абсурдистсько-театральний рух базувався на постановках чотирьох драматургів — Ежена Йонеско, Семюеля Беккета, Жана Жене (Jean Genet) та Артюра Адамова, однак він підкреслював, що кожен із цих постановників мав свою унікальну техніку, що виходить за рамки терміна «абсурд». Часто виділяють наступну групу письменників — Том Стопард (Tom Stoppard), Фрідріх Дюрренматт, Фернандо Аррабаль (Fernando Arrabal), Гарольд Пінтер (Harold Pinter), Едвард Олбі і Жан Тардьє. Натхненниками руху вважають Альфреда Жаррі, Луїджі Піранделло, Станіслава Віткевича, Гійома Аполлінера, сюрреалістів і багатьох інших.

### Театральне сьогодення
Нью-йоркська театральна компанія без назви № 61 (Untitled Theater Company #61) заявила про створення «сучасного театру абсурду», що складається з нових постановок у цьому жанрі й перекладань класичних сюжетів новими режисерами. Серед інших починань можна виділити проведення Фестивалю робіт Ежена Іонеско.